# Ведмедівська сільська рада
Ведмедівська сільська рада (спочатку Медведівська) — сільська рада в Українській РСР до 1954 року й у 1970—1979 роках із центром у селі Ведмедівка (нині Ржищівської громади Київської області).
Входила до Македонського (Ходорівського) району у 1923—1925 роках, до Ржищівського району у 1925—1954 роках і до Миронівського району у 1970—1979 роках. У 1970—1979 роках до сільради також входило село Ходорів.

## Історія

### Перша Ведмедівська сільрада (до 1954)
До 1923 року Ведмедівська сільрада із єдиним селом Ведмедівка (тоді називалися Медведівка і Медведівська сільрада відповідно) входила до Ходорівської волості Богуславського повіту Київської губернії. У 1923 році сільрада відійшла до новоутвореного Македонського району Київської округи.
У 1925 році Македонський район перейменували на Ходорівський. Невдовзі після цього район розформували, а Медведівську сільраду віднесли до Ржищівського району Київської округи.
10 серпня 1954 року був виданий Указ Президії Верховної Ради УРСР «Про укрупнення сільських рад депутатів трудящих в Київській області», відповідно до якого Ведмедівську сільраду приєднано до Грушівської сільради із центром у селі Грушів.

### Друга Ведмедівська сільрада (1970—1979)
9 листопада 1970 року видано рішення виконавчого комітету Київської обласної ради депутатів трудящих № 767 «Про зміни в адміністративно-територіальному поділі окремих районів області», відповідно до якого центр Ходорівської сільради Миронівського району перенесений у село Ведмедівку, а сільрада перейменована у Ведмедівську. До сільради тоді входили села Ходорів та Ведмедівка.
29 жовтня 1979 року рішенням виконавчого комітету Київської обласної ради народних депутатів № 514 «Про зміни в адміністративно-територіальному поділі Миронівського та Чорнобильського районів» Ведмедівська і Грушівська сільради Миронівського району були об'єднані в одну Грушівську сільраду з центром у селі Грушів.